# Glyphicnemis mandibularis
Glyphicnemis mandibularis är en stekelart som först beskrevs av Cresson 1864.  Glyphicnemis mandibularis ingår i släktet Glyphicnemis och familjen brokparasitsteklar. Inga underarter finns listade i Catalogue of Life.